# Mockfjärds kyrka
Mockfjärds kyrka är en kyrkobyggnad som ligger vid Västerdalälven och där älven breder ut sig i Storfjärden i samhället Mockfjärd. Den tillhör Mockfjärds församling i Västerås stift.

## Kyrkobyggnaden
Nuvarande träkyrka från år 1700 består av ett rektangulärt långhus, med rakt avslutat kor i öster och torn i väster. Vid långhusets norra sida finns en vidbyggd sakristia. Kyrkan är byggd av knuttimrat liggtimmer och har brädfodrade ytterväggar. Tornets nederdel har väggar klädda med spån. Högst upp på tornet finns en brädslagen klockvåning vars tak har trappstegsgavlar, som imiterar stenarkitektur. Alla ytterväggar är målade i vitt. Långhuset har ett brutet yttertak som valmat över koret. Alla yttertak är klädda med tjärade spån. Invändigt är kyrkan klädd med målad, stående panel. Kyrkorummet täcks av ett tunnvalv medan tornets bottenvåning och sakristian täcks av platta innertak.

### Föregående kapell
Ett första kapell uppfördes på 1620-talet. Byggnaden var knuttimrad med små fönster och täcktes av ett spånklätt tak. På taket fanns en öppen takryttare där en kyrkklocka hängde. 1669 byggdes en fristående klockstapel. På 1680-talet anlades omgivande kyrkogård. Mot slutet av 1600-talet bedömdes kapellet ha spelat ut sin roll och beslut fattades att uppföra en större kyrkobyggnad.

### Nuvarande kyrkas tillkomst
Nuvarande kyrka uppfördes åren 1694-1700 på samma plats där det ursprungliga kapellet stått. Från början saknade kyrkan torn och vid dess norra sida fanns en mindre sakristia. Kyrkans timmerväggar, som var ofodrade och rödmålade, genombröts av sex mindre fönster. Samtidigt med kyrkan uppfördes en fristående klockstapel.

### Ombyggnader
Någon gång vid 1700-talets första hälft belades ytterväggarna med panel som rödmålades. Åren 1795-1798 utökades sakristian och fick därmed sin nuvarande form. Åren 1827-1828 uppfördes kyrktornet efter ritningar av bergmästare Clas Wallman. Byggmästare var Ris Jerk Larsson från Åkerö i Leksand. Klockstapeln revs och klockorna flyttades upp i tornet. Åren 1850-1870 genomfördes en renovering då ytterväggarna belades med ny panel som vitfärgades. Tidigare var kyrkan målad i rött. 1860 uppfördes en läktare (gapskulle) i nordöstra sidan av koret och på läktaren installerades en orgel. 1873 flyttades orgeln till den bakre läktaren i väster. 1892 förstorades fönster- och dörröppningar och långhusets södra dörr sattes igen. Interiören och inredningen fick då ny färgsättning.

### Ombyggnader på 1900-talet
1924 restaurerades interiören då färgsättningen återställdes till den ursprungliga och predikstolen restaurerades. Gapskullen flyttades till korets södra sida. Elektrisk uppvärmning och belysning installerades. Åren 1954-1955 genomfördes en omfattande restaurering under ledning av arkitekt Bernhard Schill och konservator Jerk Werkmäster. Gapskullen revs och äldre väggdekor togs fram. Likaså framtogs predikstolens ursprungliga färgsättning. En ny fristående klockstapel uppfördes 1955 eftersom tornet bedömdes vara för klent för klockringning. 1996 genomfördes en varsam renovering då några bänkrader avlägsnades. Fönstren återfick sin röda färg och isoleringen förbättrades.

## Inventarier
- Dopfunten av brun kalksten är tillverkad på 1600-talet av stenhuggaren Simon Hack från Boda[förtydliga]. 1775 skaffades den in från Gagnefs kyrka.
- Predikstolen med ljudtak, ryggstycke, trappa och dörr är tillverkad 1690 och fanns ursprungligen i Ludvika kapell. 1790 köptes den in från Ludvika Ulrica kyrka.
- Altartavlan från 1793 är målad på väv av Per Hedendahl från Falun. Dess motiv är Jesus ber i Getsemane.
- En äldre altaruppsats i barockstil bär årtalet 1723 och består av två tavlor med bibliska motiv som inramas av ramverk som kröns av lammet med segerfanan. Sedan 1950-talet hänger altaruppsatsen på södra långväggen.
- Tre ljuskronor från 1700-talet hänger över kyrkorummets mittgång. Över läktaren hänger två ljuskronor som tillkom vid renoveringen 1996.

### Orgel
- 1860 flyttades en orgel till kyrkan från Aspeboda kyrka. Orgeln var troligen byggd 1631 av Paul Müller, Stockholm och hade 6 stämmor. Den omändrades 1873 av Anders Skoglund, Stora Tuna och 1899 av Per Johan Johansson, Ore.
- 1941 byggde Åkerman & Lund, Sundbyberg en orgel med 14 stämmor, två manualer och pedal.
- Den nuvarande orgeln byggdes år 1977 av firman Åkerman & Lund Orgelbyggeri AB, Knivsta. Orgeln är mekanisk.[1]

| Huvudverk I   | Svällverk II        | Pedal        | Koppel  |
| Borduna 16´   | Rörflöjt 8´         | Subbas 16´   | I/P     |
| Principal 8´  | Salicional 8´       | Principal 8´ | II/P    |
| Coppula 8´    | Flûte octaviante 4´ | Borduna 8´   | II/I    |
| Octava 4´     | Doublette 2'        | Bombarde 16' | II 4'/P |
| Tvärflöjt 2'  | Larigot 1 1⁄3'      |              |         |
| Cornett IV    | Basson-Hautbois 8'  |              |         |
| Mixtur III-IV | Tremulant           |              |         |
|               | Crescendosvällare   |              |         |

## Bildgalleri

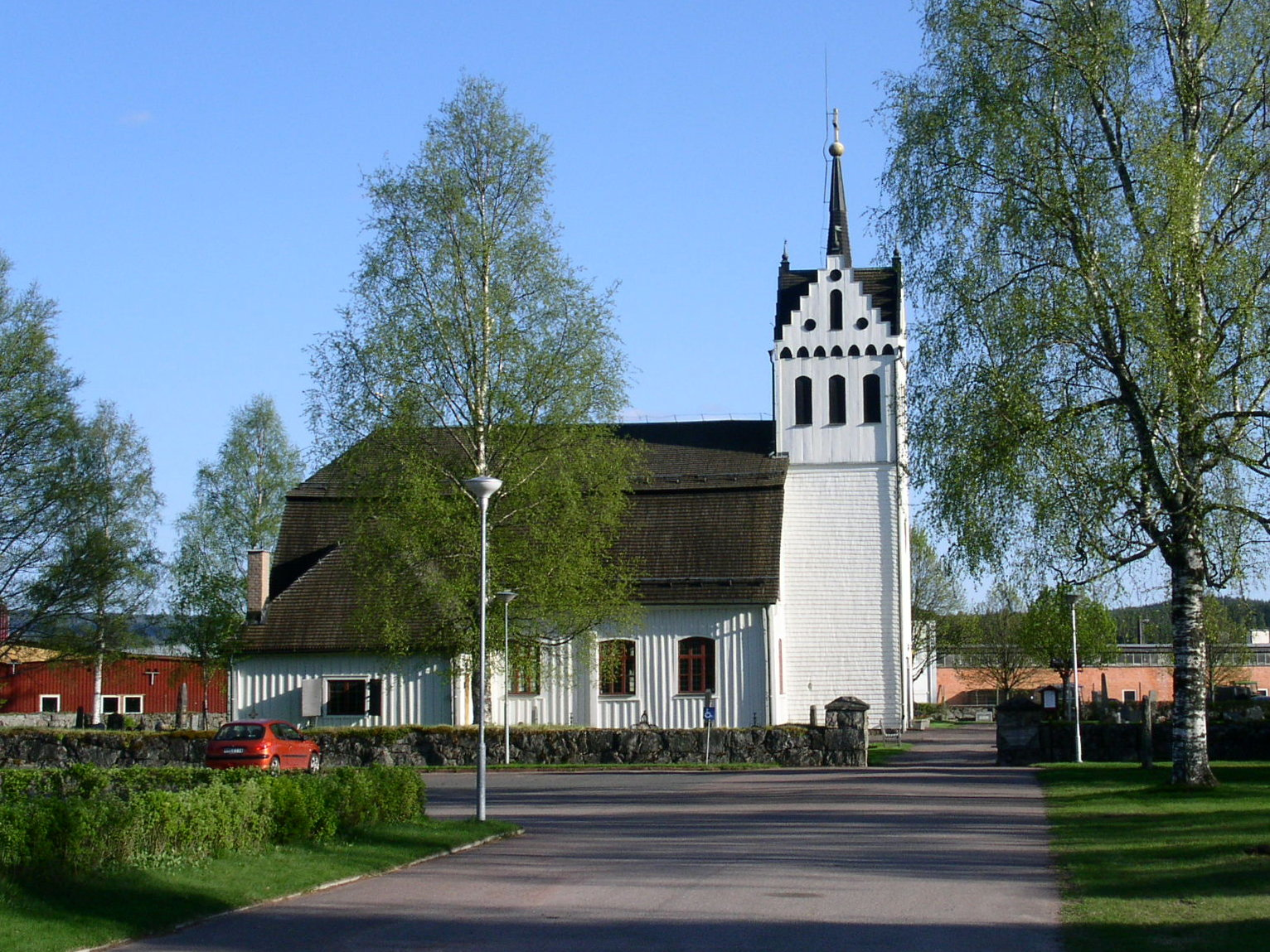
Exteriör från nord
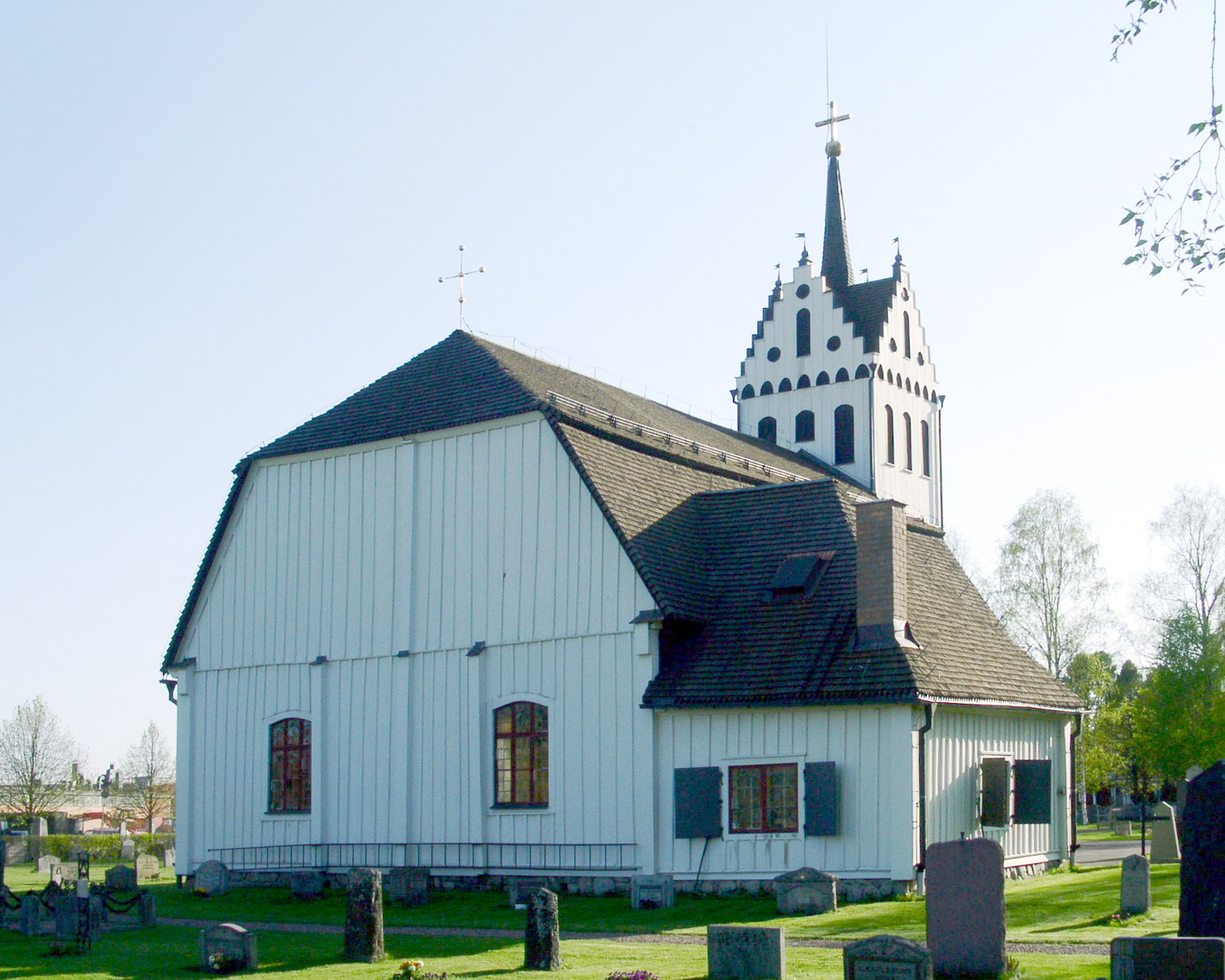
Kyrkan från nordöst
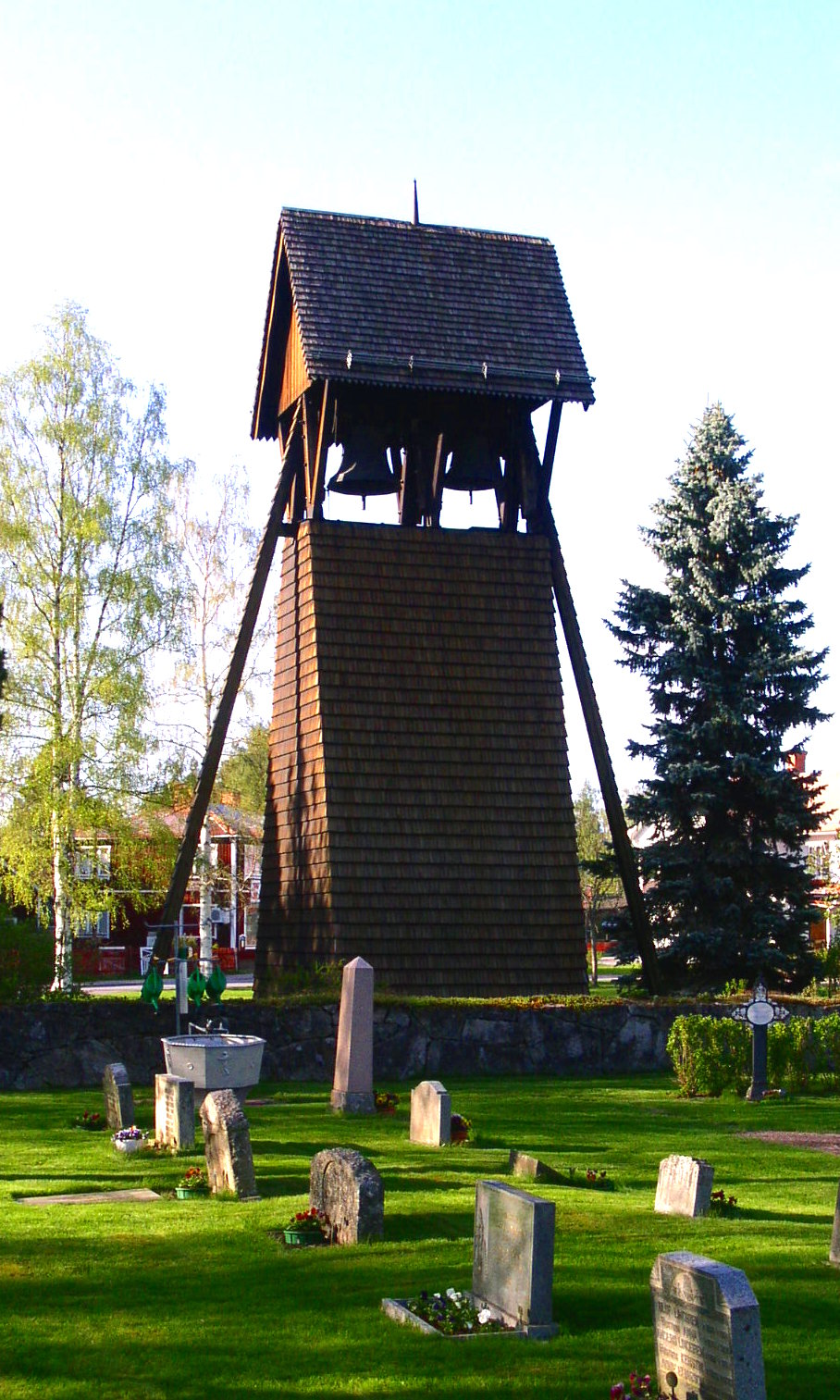
Nuvarande klockstapel
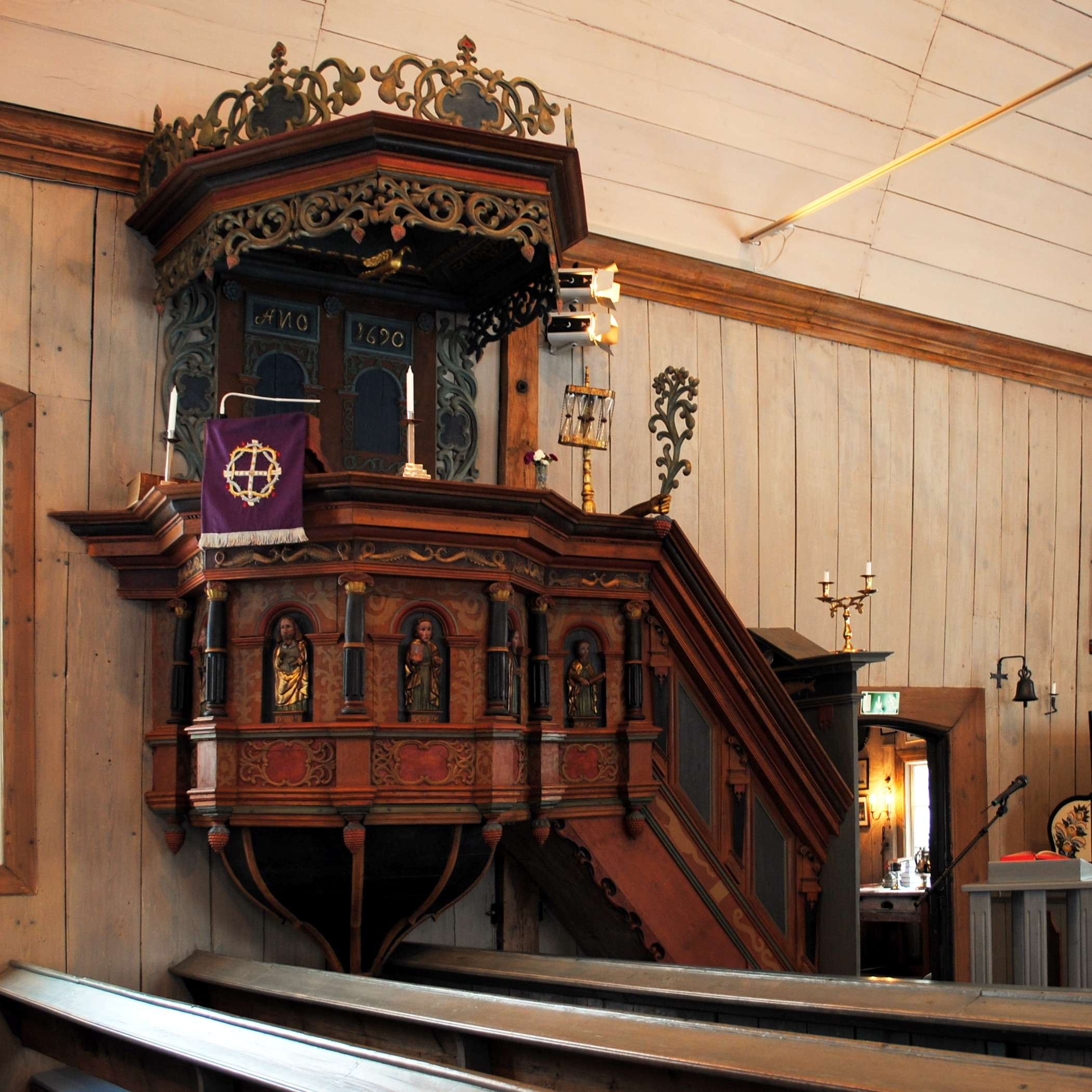
Predikstol
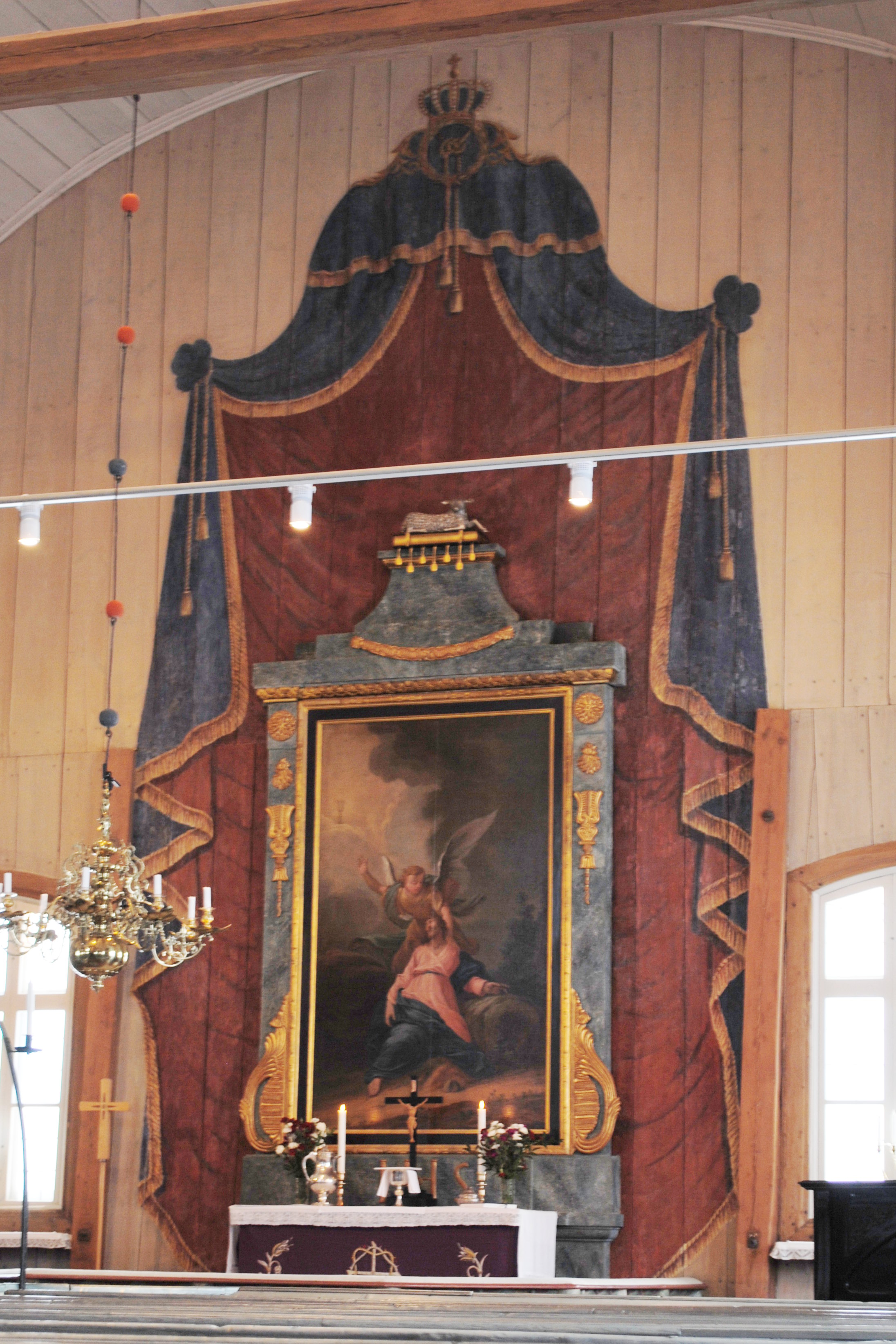
Nuvarande altaruppsats
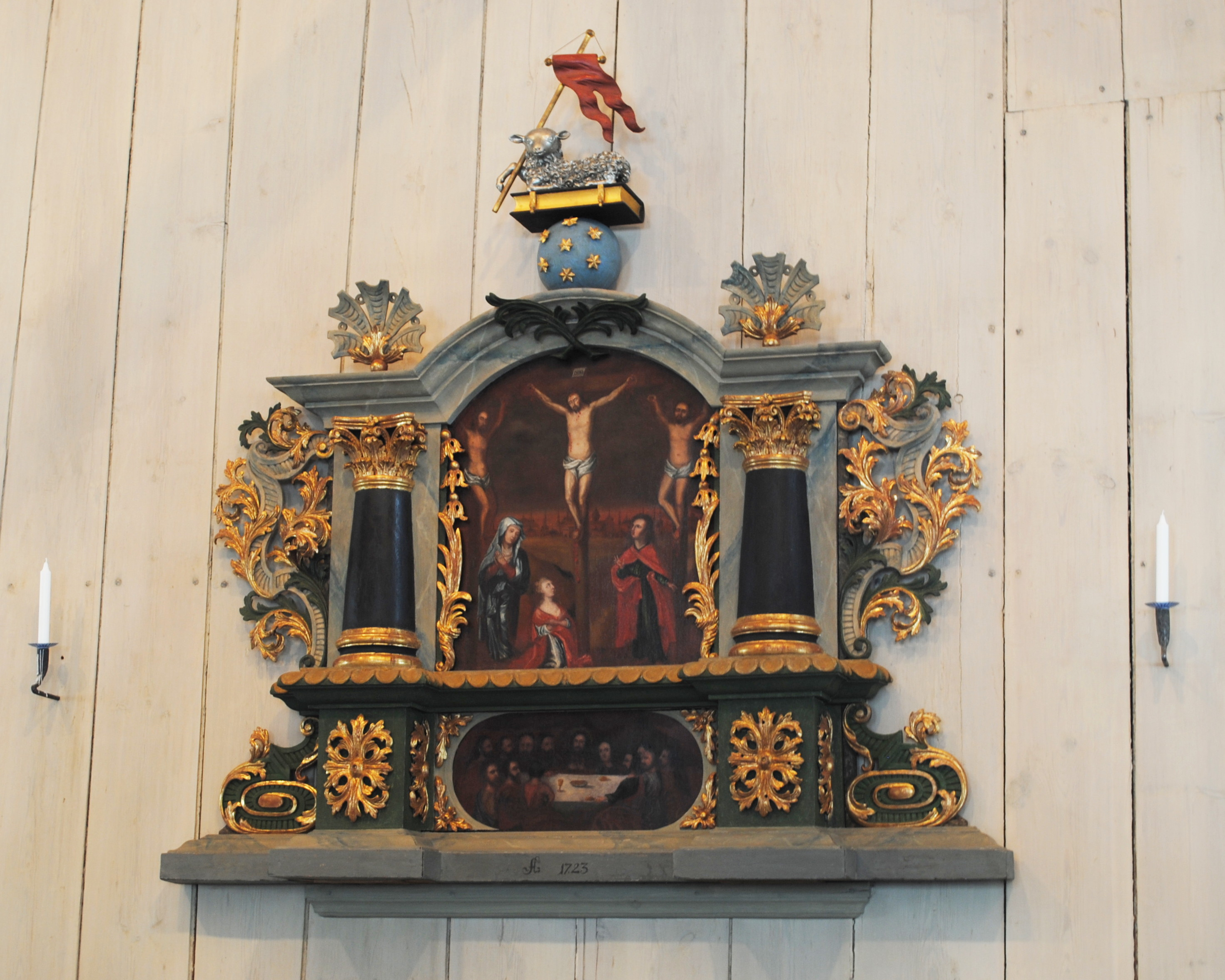
Tidigare altaruppsats